# Paul Rodriguez
Paul Rodriguez Jr. (P-Rod) (Tarzana, Califórnia, 31 de dezembro de 1984) é um Skatista profissional.

## Carreira
Pratica skate desde 1996, seu primeiro skateboard foi Powel Blank.
Gosta de andar de skate com seus amigos pelas ruas e bairros de Los Angeles e na doca de carregamento do Albertson's.
Ganhou os X Games de 2004, 2005, 2009 e 2012 na categoria Street e também ganhou o Street League em 2012 .
Sua maior influência foi atleta Danny Way.
Nike lançou recentemente coleção de tênis skate com a submarca Paul Rodriguez.
Paul Rodriguez é tio do skatista Marcos Rodriguez Cruz.
Paul Rodriguez fundou uma marca "Primitive" , atualmente anda para essa mesma , contando com mais skaters profissionais tais como Carlos Ribeiro , Nick Tucker, Diego Najera e etc.